# 和谐号电力动车组

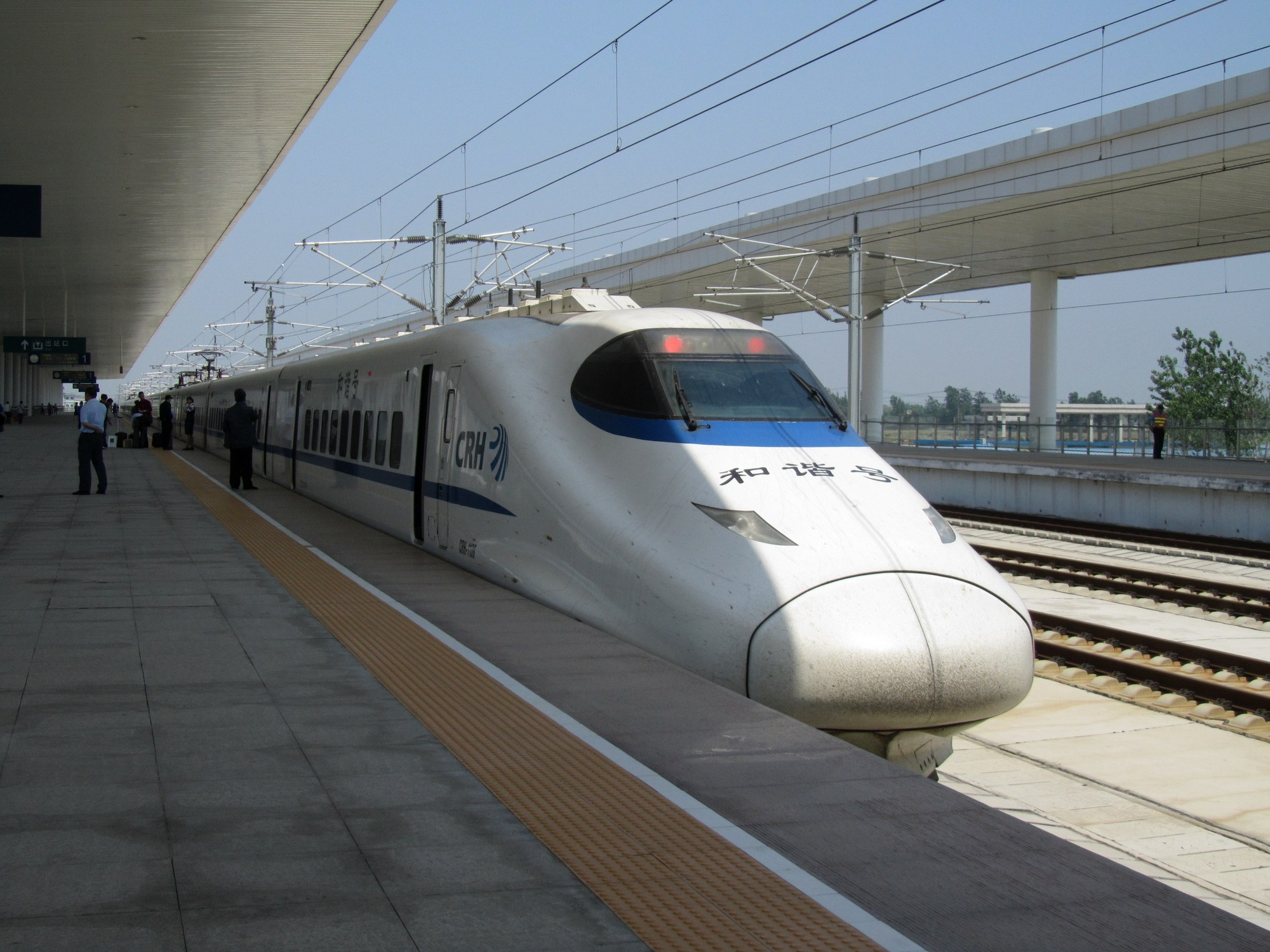
CRH2B

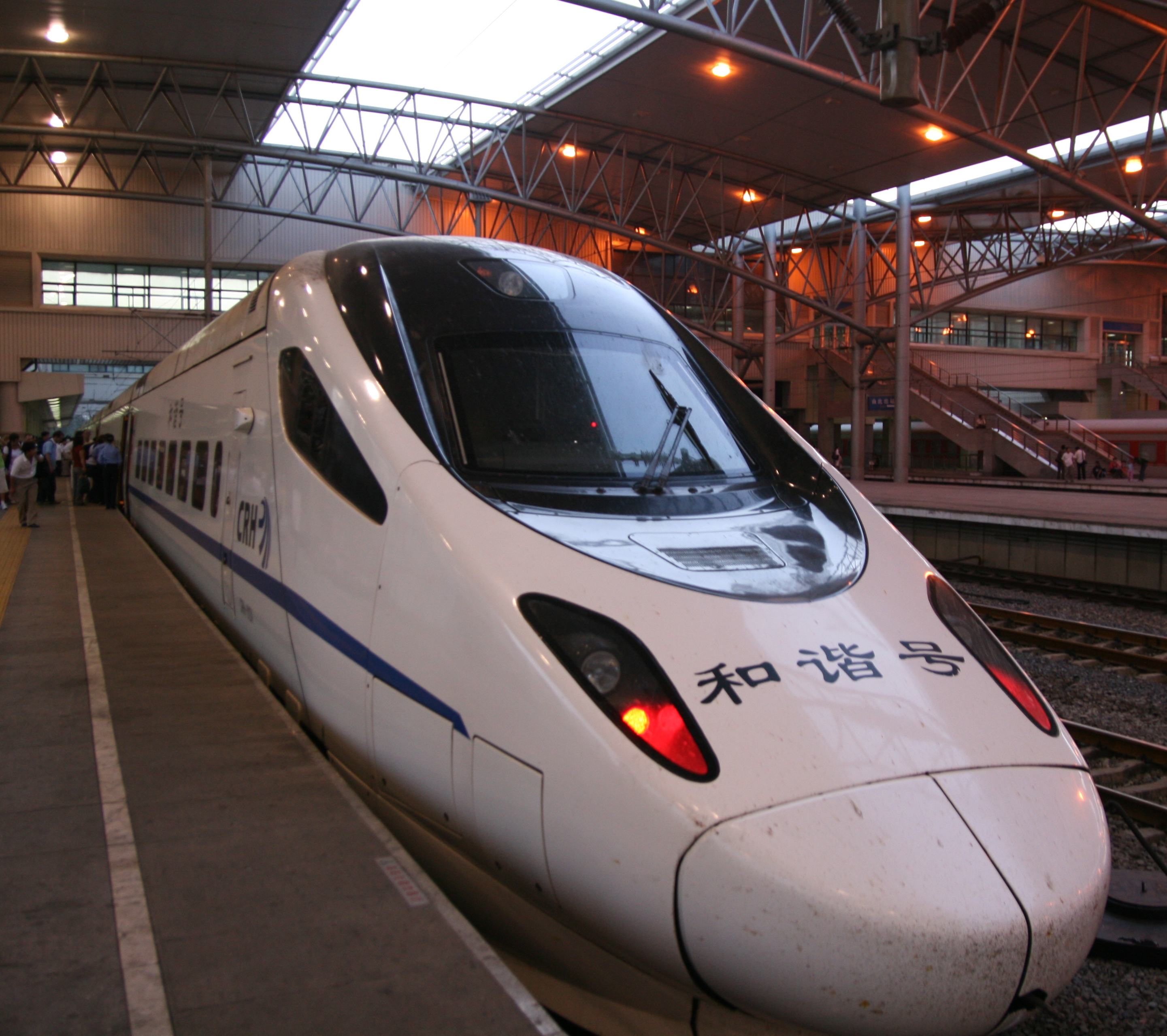
CRH5

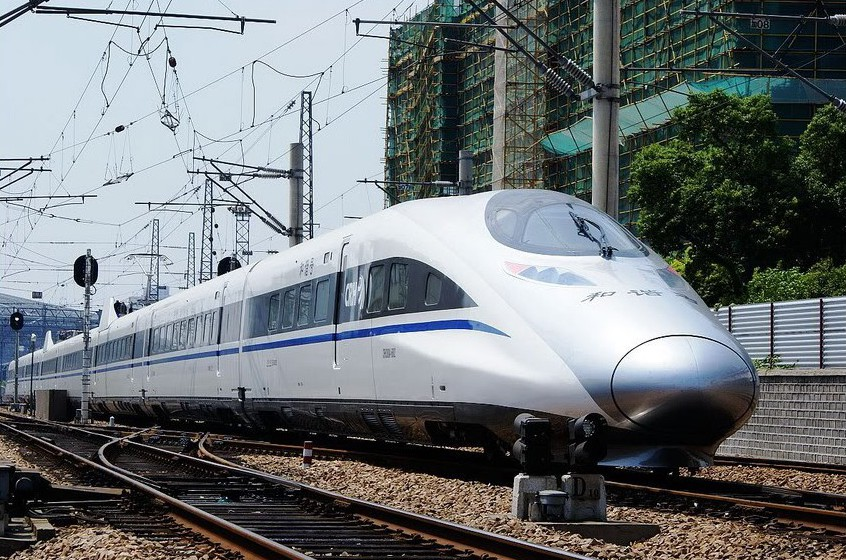
CRH380A

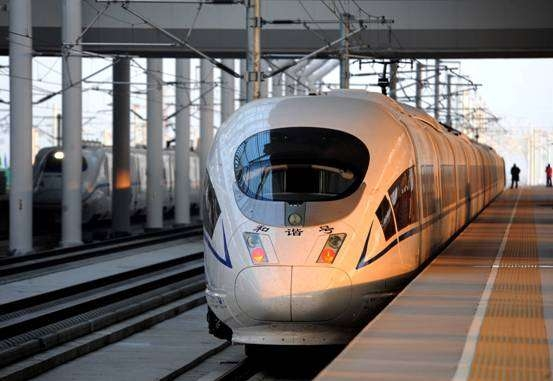
CRH380B

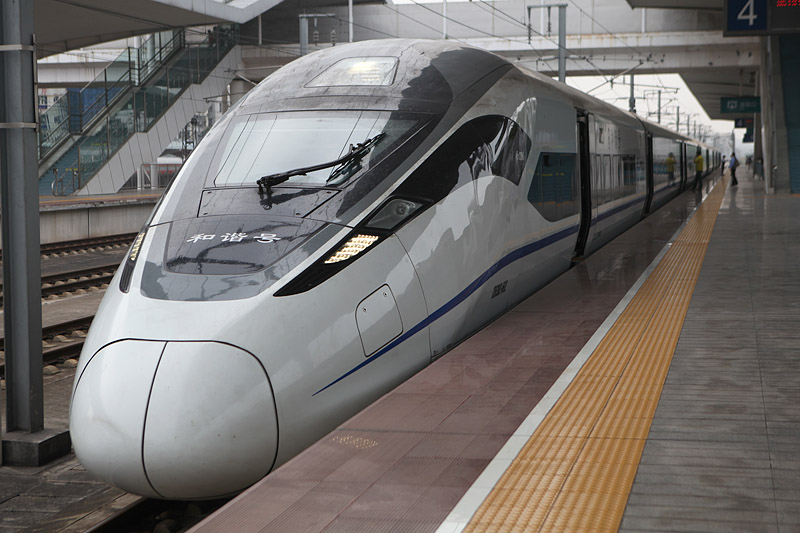
CRH380D

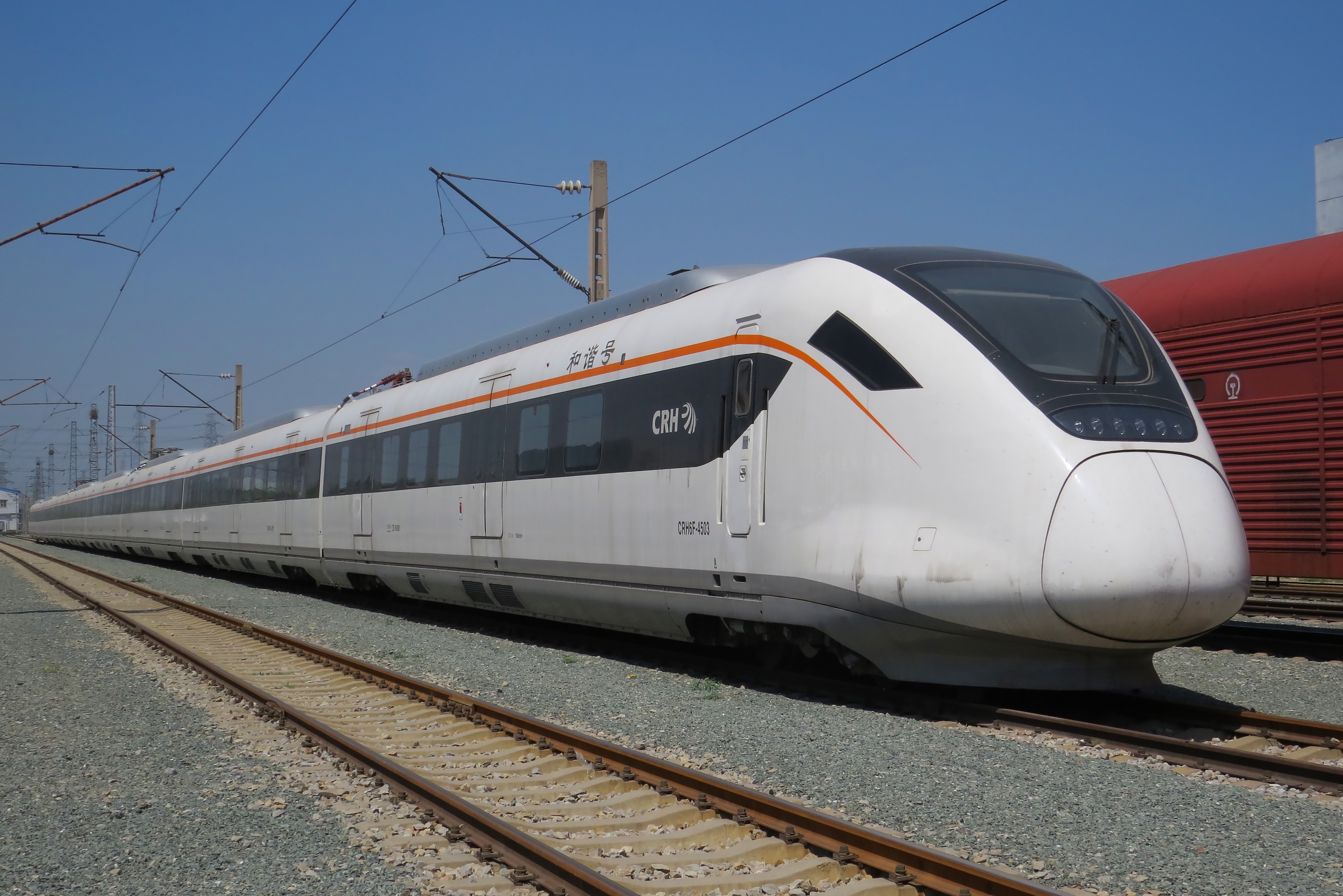
CRH6F

“和谐号”电力动车组列车均为CRH系列，是中华人民共和国铁道部向龐巴迪、川崎重工業、阿尔斯通和西门子公司購買動車組技術，並透過技術轉移方式，在中國大陸生產的高速鐵路車輛，达到一定程度的国产化。目前有CRH1、CRH2、CRH3、CRH5、CRH6、CJ1、CJ2、CJ3、CJ5、CJ6及CRH380系列。

## 命名
2007年4月12日下午，中华人民共和国铁道部副总工程师兼运输局局长张曙光稱，“和谐号”這個名字是代表了科学发展观中「人與自然的和諧」的原则，並實現胡锦涛总书记的「创造和谐社会」，動車組除了比傳統由機車牽引的列車、以及推拉式列車節能、環保外，還需要多個不同單位攜手合作共同研製，代表技術上的協調；另外这也是寓意为一种构建和谐社会的运载工具，使铁路发展与经济社会发展相协调。

## 设计
“和谐号”动车组曾是中国大陸技术最先进的动车组列车。中國透過開放市場，換取由外國引進的技術，較快提升高鐵的發展，並经調整使之符合中國的實際情況。司机可以透過電腦控制列车，驾驶数据全部采用电子显示而非傳統的儀表顯示，列车大多采用动力分散式，运行时速达200公里以上，最高可达350公里。電腦也可以自動调节列车的速度，有助排除誤點，空调温度也能自动调节。列车车头是流線形的，能大幅降低空气阻力。除CRH2及CRH380A系列使用內藏門，其餘都是內崁式門，能減低開關門時的噪音。
而内部设施也更注重人性化的设计，例如残疾人专用洗手间、為母親提供的婴儿护理台等。卫生间里水龍頭都是感應式的，并附有冷熱水供應。乘客在卫生间中，可隨時利用紧急呼叫按钮，在緊急的情況下通知列车服務员前來協助。身体不适的乘客，可以使用多功能室的折叠床作休息。車窗玻璃採用特殊材料，即使被打碎都不會劃傷人體。而且车门都經過特別設計，方便残疾人士登車（由於CRH1的车门較闊，所以车门無需特別設計）。
“和谐号”列车的座位划分为商务座、一等座及二等座。商务座位1+2排列方式，一等座为2+2排列方式，而二等座为3+2方式。座椅的靠背和座垫均可自由调节（CRH1型的二等座除外），座向可以180度轉變（詳情請見下表），亦附有可折叠的茶几。
自2012年9月15日起，全路CRH1、CRH2、CRH3、CRH5型动车组列车的传统座号编排方式统一变更为为各CRH380型动车组所采用的模式，即：以A、F结尾的座位靠窗，C、D结尾座位靠过道，B结尾座位位于A、C中间。
在代售点、车站窗口购票及通过12306网站订票时，旅客可在所选动车组车次剩余票额允许的前提下自选座号。电话订票平台中自选座位、铺位功能尚未实现。

## 型號
- CRH1（龐巴迪運輸技術）
  - CRH1A、CRH1B：以ADtranz為瑞典國鐵研發的Regina電力動車組為基礎，由合資公司青島四方龐巴迪鐵路運輸設備有限公司（BST）生產。
  - CRH1A-A：以龐巴迪與Zagato共同為意大利鐵路研發的ZEFIRO系列為基礎，由青島四方龐巴迪鐵路運輸設備有限公司（BST）生產。
  - CRH1E：以ZEFIRO系列為基礎的臥鋪動車組，由青島四方龐巴迪鐵路運輸設備有限公司（BST）生產。
  - CRH380D：以ZEFIRO系列為基礎的新一代中國超高速動車組，由青島四方龐巴迪鐵路運輸設備有限公司（BST）生產。
- CRH2（川崎重工技術）：
  - CRH2A、CRH2B：以日本新幹線E2-1000型為基礎，由川崎（CRH2A）及南车青岛四方机车车辆股份有限公司（CRH2A/B）生產。
  - CRH2C： 由南车青岛四方机车车辆股份有限公司生产，在2008年北京奥运会之前在京津城际铁路上投入运营。
  - CRH2E：以日本新幹線E2-1000型為基礎，由南车青岛四方机车车辆股份有限公司生產的臥鋪動車組。
  - CRH380A、CRH380AL、CRH380AN：由南车青岛四方机车车辆股份有限公司生产，持续运营時速350公里的新一代高速动车组。
  - CRH2G：由南车青岛四方机车车辆股份有限公司生產，新一代250 km/h級別高寒動車組。
- CRH3（西門子技術）：
  - CRH3C：以西門子為德國鐵路設計的Velaro（ICE-3）為基礎，由西门子公司及唐山轨道客车負責生產。
  - CRH380B、CRH380BL、CRH380CL：以Velaro（ICE-3）為基礎，由長春軌道客車股份有限公司及唐山轨道客车負責生產，新一代350 km/h級別高速動車組。
  - CRH380BG：以Velaro（ICE-3）為基礎，由長春軌道客車股份有限公司及唐山轨道客车負責生產，新一代350KM/H級別高速高寒動車組。
  - CRH3A：由长春轨道客车和唐山轨道客车联合设计生产，可適應時速160至250公里的客運專線及城際鐵路運營。
  - CJ1、CRH3A-A：由長春軌道客車股份有限公司負責生產，新一代160 km/h－250 km/h級別城際動車組。
  - CJ2：由唐山轨道客车負責生產，新一代160 km/h－250 km/h級別城際動車組。
- CRH5（阿爾斯通技術）：
  - CRH5A：以菲亞特鐵路為意大利鐵路和瑞士聯邦鐵路設計的Pendolino擺式列車ETR 600為基礎，取消擺式，由阿尔斯通公司及長春軌道客車股份有限公司負責生產。
  - CRH5G：以ETR 600為基礎，由長春軌道客車股份有限公司負責生產，新一代250 km/h級別高寒動車組。
  - CRH5E：以ETR 600為基礎，由長春軌道客車股份有限公司生產的臥鋪動車組。
- CRH6（中國中車自主研發）：
  - CRH6：由南车青岛四方机车车辆股份有限公司及南車南京浦鎮車輛有限公司負責生產，新一代140KM/H－250KM/H的客運專線及城際鐵路運營。

## 技術規格
| “和谐号” CRH系列动车组车型  | 车体尺寸（）                                      | 最高运营速度（km/h） | 编组形式                                 | 车厢类型 | 车内设备 | 车種數量                                                              | 首次營運日期   |
| --------------------------- | ------------------------------------------------- | -------------------- | ---------------------------------------- | --- | --- | --------------------------------------------------------------------- | -------------- |
| CRH1                        |                                                   |                      |                                          | | |                                                                       |                |
| CRH1A 第一代                | 宽度：3.32 高度：4.04 总长度：213.9               | 200～250             | 8节编组座车                              | 一等座车：1、8號車廂 二等座车：2—4、6—7号车厢（1001-1021,1167-1168），2—3、5—7号车厢（1022-1040,1081-1166） 二等座/餐车：5号车厢（1001-1021,1167-1168），4号车厢（1022-1040,1081-1166）         | 部份車輛的部份座椅可旋转（1013,1017,1019,1020,1022-1040,1081-1166） 卫生间：所有車廂 残疾人士卫生间：5号车厢（1001-1021,1167-1168），4号车厢（1022-1040,1081-1166）         | 128(1001-1040,1081-1168)                                              | 2007年2月1日   |
| CRH1A-A                     | 宽度：3.32 高度：4.04 总长度：213.9               | 200～250             | 8节编组座车                              | 一等座车：1號車廂 二等座车：2—3、5—8号车厢 二等座/餐车：4号车厢 | 所有車輛的所有座椅可旋转 卫生间：所有車廂 残疾人士卫生间：4號車廂 | 87(1169-1228,1234-1260)                                               | 2016年2月1日   |
| CRH1B                       | 宽度：3.32 高度：4.04 总长度：426.3/428.9(1E頭型) | 250                  | 16节大编组座车                           | 一等座车：14—16號車廂 二等座车：1—13号车厢 餐车：9号车厢 | 部份座椅可旋转/所有座椅均可旋转(1076-1080) 卫生间：所有車廂 残疾人士卫生间：9號車廂                                                                                         | 25(1041-1060,1076-1080)                                               | 2009年5月1日   |
| CRH1E                       | 宽度：3.32 高度：4.04 总长度：428.9               | 250                  | 16节大编组卧铺动车                       | 豪华软卧车：10号车厢 软卧车：2—8、11—15號車廂 二等座车：1、16号车厢 餐车：9号车厢 | 所有座椅均可旋转 卫生间：所有車廂 残疾人士卫生间：9號車廂 | 25(1061-1080,1229-1233)                                               | 2009年11月4日  |
| CRH380D                     | 宽度：3.32 高度：4.04 总长度：？                  | 350                  | 8节编组座车                              | 二等座车／觀光車：8號車廂 一等座车／觀光車：1號車廂 二等座车：二等座车：2、3、5—7號車廂 二等座/餐车：4号车厢                                                                                    | 所有座椅可旋转 卫生间：所有車廂 残疾人士卫生间：4號車廂 | 80(1501-1580)                                                         | 2014年4月19日  |
| CRH2                        |                                                   |                      |                                          | | |                                                                       |                |
| CRH2A                       | 宽度：3.38 高度：3.7 总长度：201.4                | 250                  | 8节编组座车                              | 一等座车：7號車廂 二等座车：1-6、8号车厢 二等座/餐车：5号车厢 | 所有座椅均可旋转 卫生间：单数車廂 残疾人士卫生间：7號車廂 | 131(2001-2060,2141-2211)                                              | 2007年1月28日  |
| CRH2A 統型                  | 宽度：3.38 高度：3.7 总长度：201.4                | 250                  | 8节编组座车                              | 一等座车：1號車廂 二等座车：2-4、6-8号车厢 二等座/餐车：5号车厢 | 所有座椅均可旋转 卫生间：所有車廂 残疾人士卫生间：5号车厢 | 369(2212-2416,2427-2460,2473-2499,2828,4001-4071,4082-4095,4114-4131) | 2013年11月6日  |
| CRH2B                       | 宽度：3.38 高度：3.7 总长度：401.4                | 250                  | 16节大编组座车                           | 一等座车：1—3號車廂 二等座车：4—7、9—16号车厢 餐车：8号车厢 | 所有座椅均可旋转 卫生间：单数車廂 残疾人士卫生间：3号车厢 | 27(2111-2120,2466-2472,4096-4105)                                     | 2008年8月1日   |
| CRH2C                       | 宽度：3.38 高度：3.7 总长度：401.4                | 350                  | 8节编组座车                              | 一等座车：7號車廂 二等座车：1—4、6—8号车厢 二等座/餐车：5号车厢 | 所有座椅均可旋转 卫生间：单数車廂 残疾人士卫生间：7號車廂 | 60(2161-2110,2141-2150)                                               | 2008年8月1日   |
| CRH2E 縱向                  | 宽度：3.38 高度：3.7 总长度：401.4                | 250                  | 16节大编组卧铺动车                       | 软卧车：1—7、9—16號車廂 软卧车/餐车：8号车厢 | 不設座椅 卫生间：1—7、9—16號車廂 残疾人士卫生间：8號車廂 | 3(2463-2465)                                                          | 2017年7月1日   |
| CRH2E                       | 宽度：3.38 高度：3.7 总长度：401.4                | 250                  | 16节大编组卧铺动车                       | 软卧车：2-7、9—15號車廂 二等座车：1、16号车厢 餐车：8号车厢 | 所有座椅均可旋转 卫生间：1—7、9—16號車廂 残疾人士卫生间：16號車廂 | 22(2121-2140,2461,2462)                                               | 2008年12月21日 |
| CRH2G                       | 宽度：3.38 高度：3.7 总长度：201.4                | 250                  | 8节编组座车                              | 一等座车：1號車廂 二等座车：2-4、6-8号车厢 二等座/餐车：5号车厢 | 所有座椅均可旋转 卫生间：所有車廂 残疾人士卫生间：5号车厢 | 29(2417-2426,4072-4081,4106-4113,4501)                                | 2016年1月8日   |
| CRH380A                     | 宽度：3.38 高度：3.7 总长度：201.4                | 350                  | 8节编组座车                              | 二等座车／觀光車：1、8號車廂 一等座车：3、4號車廂 二等座车：2、6、7号车厢 二等座/餐车：5号车厢                                                                                                  | 所有座椅均可旋转 卫生间：单数車廂 残疾人士卫生间：5號車廂 | 40(2501-2540)                                                         | 2010年9月30日  |
| CRH380A 统型                | 宽度：3.38 高度：3.7 总长度：201.4                | 350                  | 8节编组座车                              | 一等座车／觀光車：1號車廂 車廂二等座车／觀光車：8號 二等座车：2—4、6、7号车厢 二等座/餐车：5号车厢                                                                                              | 所有座椅均可旋转 卫生间：所有車廂 残疾人士卫生间：5号车厢 | 282(2641-2827,2829-2912,2921-2925,2931-2935)                          | 2014年1月16日  |
| CRH380AN                    | 宽度：3.38 高度：3.7 总长度：201.4                | 350                  | 8节编组座车                              | 一等座车／觀光車：1號車廂 車廂二等座车／觀光車：8號 二等座车：2—4、6、7号车厢 二等座/餐车：5号车厢                                                                                              | 所有座椅均可旋转 卫生间：所有車廂 残疾人士卫生间：5号车厢 | 1(0206)                                                               | 2019年1月22日  |
| CRH380A 動感號              | 宽度：3.38 高度：3.7 总长度：201.4                | 350                  | 8节编组座车                              | 一等座车1、8號車廂 二等座车：2—7号车厢 | 所有座椅均可旋转 卫生间：单数車廂 残疾人士卫生间：7號車廂 | 9(0251-0259)                                                          | 2018年9月23日  |
| CRH380AL                    | 宽度：3.38 高度：3.7 总长度：401.4                | 350                  | 16节大编组座车                           | 一等座车／觀光車：1、16號車廂 一等座车：2、4號車廂 (2541-2570)，2-3號車廂（2571—2640） 二等座车：—8、10—15号车厢 (2541-2570)，4—8、10—15號車廂（2571—2640） 餐车：9号车厢                       | 所有座椅均可旋转 卫生间：单数車廂 残疾人士卫生间：？ | 113(2541-2640,2913-2920,2926-2930)                                    | 2011年6月30日  |
| CRH3                        |                                                   |                      |                                          | | |                                                                       |                |
| CRH3A (CJ1)                 | 宽度：3.3 高度：4.27 总长度：205.2                | 250                  | 8节编组座车                              | 二等座车：所有車廂 | 座椅以2+2排列及均不可旋转 卫生间：所有車廂 残疾人士卫生间：4號車廂 4號車廂設殘疾人乘坐空間                                                                                  | 2(0302,0502)                                                          | 2015年12月24日 |
| CRH3A                       | 宽度：3.3 高度：3.9 总长度：200                   | 250                  | 8节编组座车                              | 一等座车：1號車廂 二等座车：2、3、6、7、8号车厢 二等座車(帶殘疾人位)：4号车厢 二等座/餐车：5号车厢                                                                                              | 所有座椅均可旋转 卫生间：所有車廂 残疾人士卫生间：4號車廂 | 59(3081-3111,5230-5227)                                               | 2017年10月4日  |
| CRH3A-A                     | 宽度：3.3 高度：3.9 总长度：101.4                 | 200                  | 4节编组座车                              | 二等座车：所有車廂 | 座椅以2+2排列 所有座椅均可旋转(0512-0527) 卫生间：所有車廂 残疾人士卫生间：1號車廂                                                                                          | 17(0510,0512-0527)                                                    | 2022年3月30日  |
| CRH3C                       | 宽度：3.3 高度：3.89 总长度：200                  | 350                  | 8节编组座车                              | 二等座车／觀光車：1、8號車廂 一等座车：5號車廂 二等座车：2、3、6、7号车厢 二等座/餐车：4号车厢                                                                                                  | 所有座椅均可旋转 卫生间：所有車廂 残疾人士卫生间：4號車廂 | 80(3001-3080)                                                         | 2008年8月1日   |
| CRH380BG                    | 宽度：3.3 高度：3.89 总长度：200                  | 350                  | 8节编组座车                              | 二等座车／觀光車：8號車廂 一等座车／觀光車：1號車廂 二等座车：2—4、6、7號車廂 二等座/餐车：5号车厢                                                                                              | 所有座椅均可旋转 卫生间：所有車廂 残疾人士卫生间：4號車廂 | 157(5546-5600,5626-5636,5684-5729,5762-5786,5803-5822)                | 2012年10月9日  |
| CRH380B                     | 宽度：3.3 高度：3.89 总长度：200                  | 350                  | 8节编组座车                              | 二等座车／觀光車：8號車廂 一等座车／觀光車：1號車廂 二等座车：2—4、6、7號車廂 二等座/餐车：5号车厢                                                                                              | 所有座椅均可旋转 卫生间：所有車廂 残疾人士卫生间：4號車廂 | 355(3571-3731,3738-3774,5637-5683,5730-5761,5787-5802,5829-5888)      | 2014年1月16日  |
| CRH380BL                    | 宽度：3.3 高度：3.89 总长度：399.27               | 350                  | 16节大编组座车                           | 一等座车／觀光車：1、16號車廂 一等座车：2—4號車廂 (3501-3543、5501-5545)，2-3號車廂（3544-3570） 二等座车：5—8、10—15号车厢 (3501-3543、5501-5545)，4—8、10—15號車廂（3544-3570） 餐车：9号车厢 | 所有座椅均可旋转 卫生间：所有車廂 残疾人士卫生间：5號車廂 | 151(3501-3570,3732-3737,3775-3788,5501-5545,5823-5828,5889-5898)      | 2011年1月13日  |
| CRH380CL                    | 宽度：3.3 高度：3.89 总长度：399.27               | 350                  | 16节大编组座车                           | 一等座车／觀光車：1、16號車廂 一等座车：2—4號車廂 (5601)，2-3號車廂（5602-5625） 二等座车：5—8、10—15号车厢 (5601)，4—8、10—15號車廂（5602-5625） 餐车：9号车厢                                 | 所有座椅均可旋转 卫生间：所有車廂 残疾人士卫生间：5號車廂 | 25(5601-5625)                                                         | 2013年4月3日   |
| CJ2                         | 宽度：3.38 高度：4.27 总长度：205.2               | 250                  | 8节编组座车                              | | 座椅以2+2排列及均不可旋转 卫生间：不詳 残疾人士卫生间：不詳 5號車廂設殘疾人乘坐空間 卫生间：不詳 残疾人士卫生间：不詳                                                       | 1(0303)                                                               | 未投入營運     |
| CRH5                        |                                                   |                      |                                          | | |                                                                       |                |
| CRH5A                       | 宽度：3.2 高度：4.27 总长度：205.2                | 250                  | 8节编组座车                              | 一等座车：1、8號車廂 二等座车：2—4、6—7号车厢 二等座/餐车：5号车厢 | 部份車輛的所有座椅均可旋转（5013-5042、5054-5140） 卫生间：所有車廂 残疾人士卫生间：7號車廂                                                                                 | 140(5001-5140)                                                        | 2007年4月18日  |
| CRH5G                       | 宽度：3.2 高度：4.27 总长度：205.2                | 250                  | 8节编组座车                              | 一等座车：1、8號車廂 二等座车：2—4、6—7号车厢 二等座/餐车：5号车厢 | 所有座椅均可旋转 卫生间：所有車廂 残疾人士卫生间：7號車廂 | 84(5141-5200,5206-5229)                                               | 2014年12月26日 |
| CRH5E                       | 宽度：3.38 高度：3.7 总长度：401.4                | 250                  | 16节大编组卧铺动车                       | 软卧车：2—8、10—15號車廂 二等座车：1、16号车厢 软卧车/餐车：9号车厢 | 所有座椅均可旋转 卫生间：1—8、10—16號車廂 残疾人士卫生间：16號車廂 | 2(5201-5202)                                                          | 2019年1月27日  |
| CRH6                        |                                                   |                      |                                          | | |                                                                       |                |
| CRH6A CRH6A-A CRH6F CRH6F-A | 宽度：3.3 高度：3.9 总长度：199.5或99.5           | 160或200             | 8节编组座车 4节编组座车(CRH6A-A CRH6F-A) | 二等座车：所有車廂 | 座椅以2+2排列及均不可旋转 卫生间：所有單號車廂 残疾人士卫生间：5號車廂(200公里級別) 縱向座椅布置，格局與地鐵車廂類似 5號車廂設殘疾人乘坐空間 卫生间：不設 不設(160公里級別) | 95(0002,0003,0401-0466,0601-0623,4002,4502-4504)                      | 2014年2月12日  |
| CRH6A 廣深鐵路版本          | 宽度：3.3 高度：3.9 总长度：199.5                 | 250                  | 8节编组座车                              | 一等座车：1、8號車廂 二等座车：2—4、6—7号车厢 二等座/餐车：5号车厢 | 座椅均不可旋转 卫生间：單數車廂 残疾人士卫生间：5號車廂 | 6(4132-4137)                                                          | 2018年1月14日  |

- 註：CRH2A—2010、CRH2C—2061、CRH2C—2068、CRH2C—2150、CRH380A-2808、CRH380A-2818、CRH380AJ-0201～0203、CRH380AM-0204、CRH2J-0205、CRH380BJ-0301、CRH380BJ-0504及CRH5J—0501為「綜合檢測列車」，屬於工程維護車輛。这14列列车不用于客运。

## 技术引进
中國決定引入外國最成熟、可靠的核心技術，再以此为基础进行自主研發。通過技术引进，中國目前已掌握9項高速鐵路核心技術，並自主研發了26项技術。並在將來實現全面國產化。而且，由於和諧號採用多國技術，而外國廠商為了得到訂單，都壓低了售價，並提供較關鍵的技術。和谐号的研發成本比從日本直接引進的台灣高速鐵路低，是因為授權金額較低，而且列車能实现大部分在中國大陸生產。

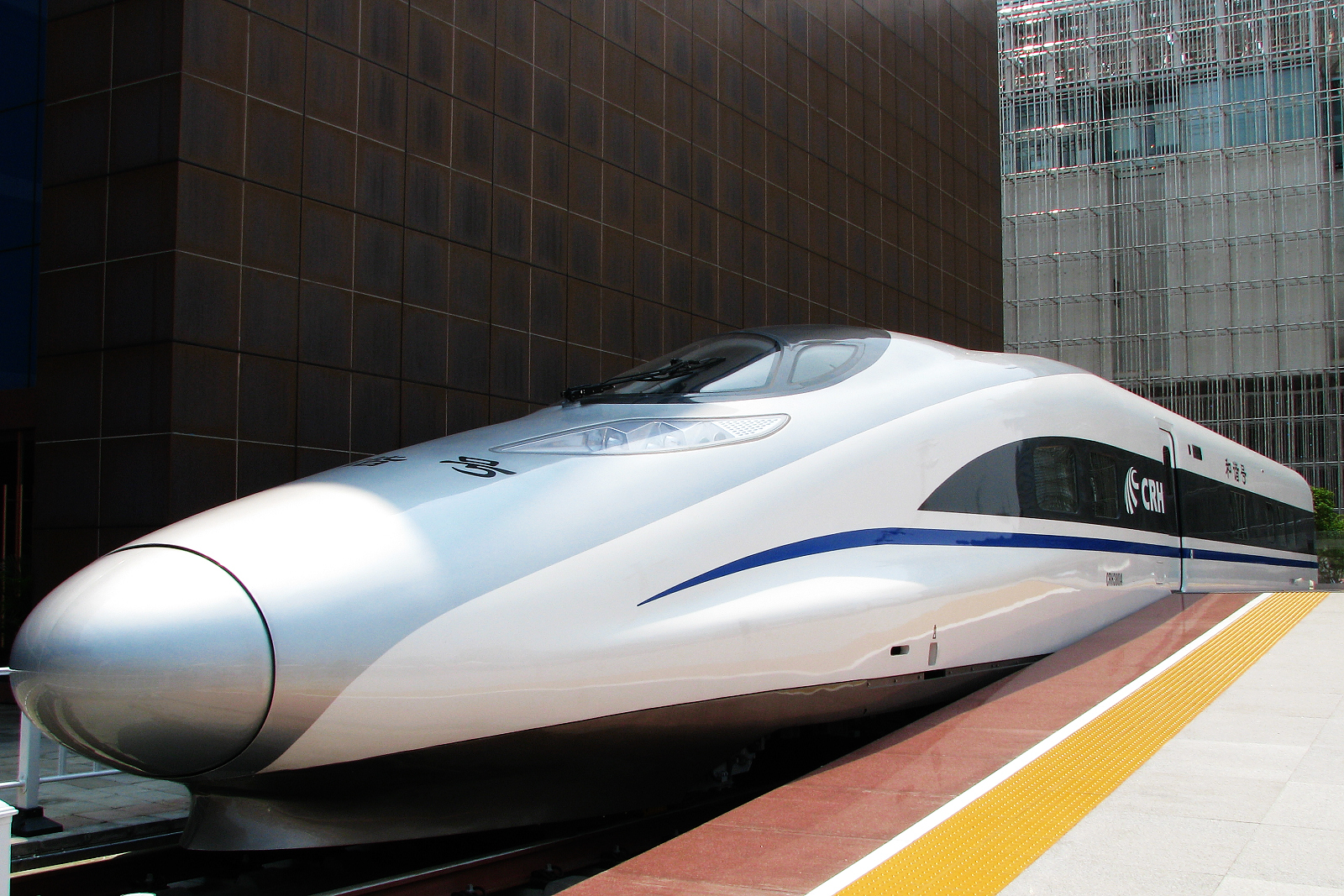
中鐵高鐵(CRH) CRH-2 380A高速列車在上海展覽會

而最新的CRH2C型“和谐号”动车组，是在引進日本E2-1000系新干线技術後，加以消化吸收，再由中国研發制造，其國產化率大約有70％，在2008年於京津城际铁路正式投入服务。原先大眾都認為，時速380公里的動車組列車，會採用德国的版本。但由於中德关系轉差，所以中國改為由基于日本技術研发的（CRH380A）和基于德国技术研发的（CRH380B）齐头并进並適度交替運用。而大功率機車方面，中国正在6軸總功率7200 千瓦的技術平台上实现自主創新，令機車總功率可提高到9600千瓦。

## 批評

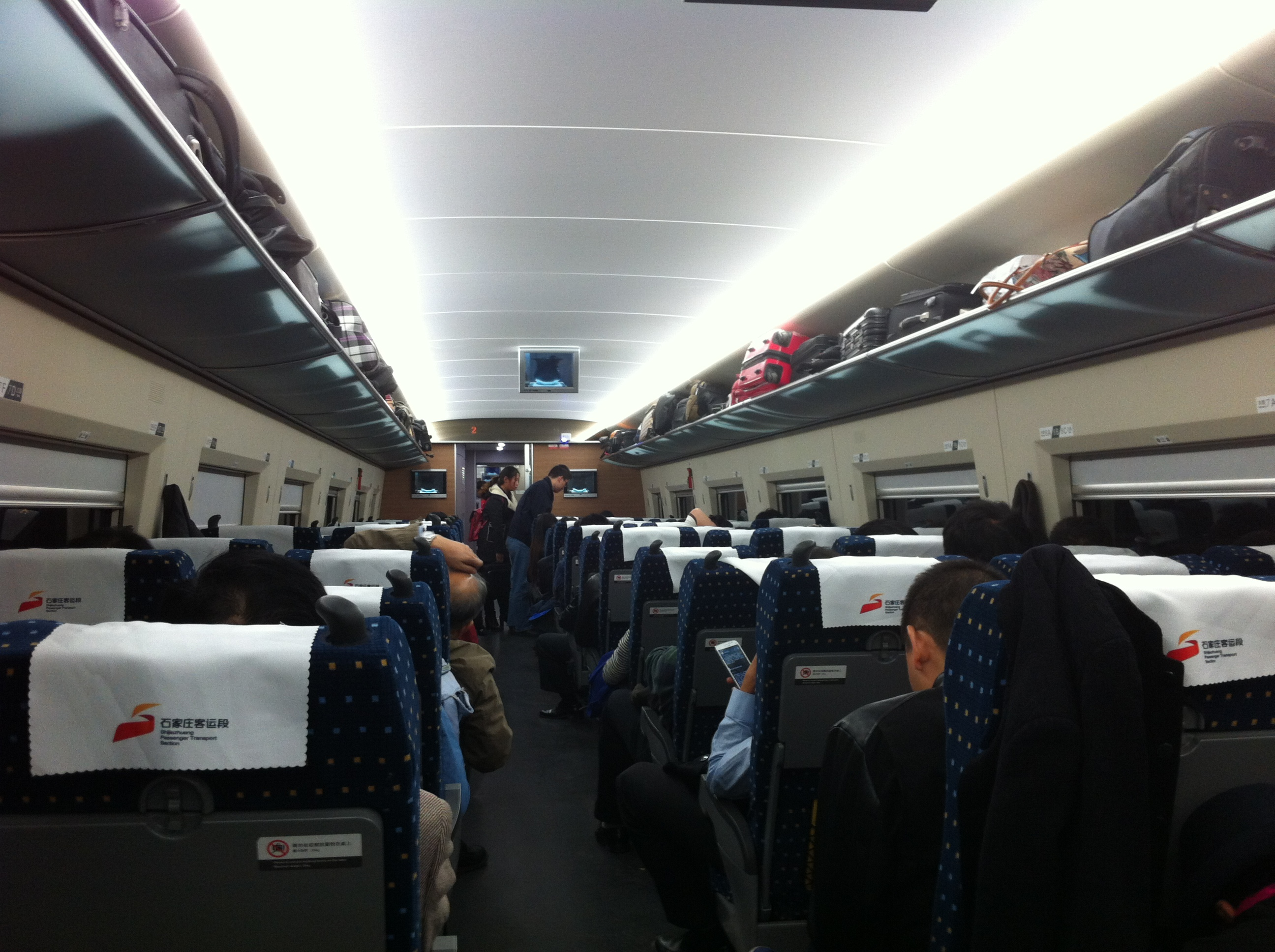
汉口至北京的高速动车组二等座车内部

運營初期，在部分线路上和谐号动车组的售票情况並不理想。有業內人士認為淡季、價格和認知是主要因素。而價格方面，和谐号動車組列車的票價，比特快列車高出一倍多，这和动车组不执行“递远递减”的定价原则有关，普通乘客可能难以負擔，有時比特價飞机票還高。此外，在提速後，在同样线路上运行的其他特快列車的票价都沒有改變，但速度卻提高了，某些短途线路上特快列车的运行时间仅比和谐号动车组长约十几分钟，所以部分乘客寧可選擇較便宜的特快列車。
由于客流量高而运能有限，在一些热门线路上（如上海到南京）经常出现一票难求的情况。由2007年5月开始，铁路部门开始发售动车组无座站票来增加运能。而无座票的票价与二等座相同。根据目前生效的铁道部《动车组列车旅客运输管理暂行办法》规定，动车组跨局列车不得超员，管内动车组列车一等座车不得超员，二等座车最高超员率为20％。
此外，由於CRH5型动车组下线时间较晚（2007年3月），整体试运行時間不足，导致一些潜在问题没有能够在试验中解决，所以CRH5型動車組在2007年4月起正式运营初期的故障率相对较高，例如制动系统、空調系統以及列車自動門的故障。
和谐号动车组系列广泛引进日本新干线技术，引发了日本社会和新干线业界的持续关注。2008年京津城际铁路为配合北京奥运会而投入运行，然而因其运行速度高出设计时速而遭到作为技术协力方的JR东海线和川崎重工的抗议。2009年2月，中国方面将作为抗议之焦点的CRH2型列车转移至其他路线运行。2010年4月，JR东海会会长葛西敬之说，中国方“彻底转让技术”的购买附加条件可能会造成日本的技术流出，以及中国不完善的法律体系可能在事故时引发责任不清的问题。针对葛西敬之的“中国无视安全，使列车超速运行”，以及“从外国偷取技术”的观点，中国方面反驳称，“我国正追求的技术与日本那种岛国式的技术不同”，并且声称，中国的高铁技术已经保证了安全，在世界上居于领先地位。2011年，朝日新闻报道称中国方面有高级官员在本国媒体上承认确实无视了设计上的安全问题，以德国、日本的实验速度作为铁路的运行速度，引进的技术出了问题也无法解决；并且说，中国的高铁称不上自主技术。
由于和谐号系列的部分技术转让版权只限于中国铁路部及其后继组织使用，导致了中国在对外推广出口高速铁路技术时受到限制，而且也存在各子系列的技术规格不统一的问题。在对和谐号系列的技术进行自主改进和吸收再研发后，发展出技术规格统一和自主拥有技术版权的复兴号系列，将会用以逐渐取代和谐号系列列车。

## 事故
- 2011年7月23日20时38分，北京南开往福州的D301次动车组列车运行至甬温线上海铁路局管内永嘉至温州南间K584＋300处（瓯江大桥），与前行的杭州开往福州南的D3115次动车组列车发生追尾事故，导致D301次动车组列车第1至4位车辆脱轨坠落桥下，其中1节车厢悬空；D3115次动车组列车第13至16位车辆脱轨。D301次动车组配属北京动车客车段，编组16辆，发生事故时列车共有旅客558人，福州机务段司机值乘，北京客运段担当客运乘务。D3115次动车组配属上海动车客车段，编组16辆，发生事故时列车上共有旅客1072人，福州机务段司机值乘，杭州客运段担当客运乘务。
- 2022年6月4日10时30分，贵阳北开往广州东/广州的D2809次列车运行至贵广线成都铁路局管内榕江站附近撞上泥石流而发生脱轨事故，导致第7、8位车厢脱轨冲上榕江站站台，造成司机死亡，12名乘客受伤。